# Opobo-Ncoro
Opobo-Ncoro (em inglês: Opobo-Nkoro) é uma área de governo local do estado de Rios, na Nigéria, com sede em Opobo. Possui 130 quilômetros quadrados e de acordo com o censo de 2016, havia 214 700 residentes.